# Geraldine Beamish
Geraldine Beamish, nascuda Winifred Geraldine Ramsey, (Forest Gate, Londres, 23 de juny de 1883 − St. Pancras, Londres, 10 de maig de 1972) fou una tennista anglesa. En el seu palmarès destaquen una medalla d'argent olímpica aconseguida als Jocs Olímpics d'Anvers (1920) en dobles femenins. Es casà amb el també tennista Alfred Beamish el 30 de setembre de 1911, del qual adquirí el cognom.

## Carrera esportiva
Va competir a Wimbledon des del 1910 fins l'edició de 1933 a excepció de les edicions cancel·lades per la Primera Guerra Mundial. El millor resultat en categoria individual fou quan arribà a semifinals les edicions de 1922 i 1923, on fou superada per les grans campiones Suzanne Lenglen i Molla Mallory respectivament. En dobles fou finalista en l'edició de 1921 amb la sud-africana Irene Bowder Peacock.
En els Jocs Olímpics d'Anvers de 1920 va participar en les tres categories però només tingué èxit en la prova de dobles femenins, on aconseguí la medalla d'argent fent parella amb la seva compatriota Dorothy Holman. En la prova individual fou eliminada precisament per Holman en segona ronda, i en l'esdeveniment de dobles mixtos va fer equip amb el seu marit però també sense èxit.

## Torneigs de Grand Slam

### Dobles femenins: 1 (0−1)
| Resultat  | Núm. | Any  | Torneig   | Parella              | Oponents                       | Marcador |
| --------- | ---- | ---- | --------- | -------------------- | ------------------------------ | -------- |
| Finalista | 1.   | 1921 | Wimbledon | Irene Bowder Peacock | Suzanne Lenglen Elizabeth Ryan | 1–6, 2–6 |

## Jocs Olímpics

### Dobles
| Any  | Campionat                      | Parella        | Oponents                        | Resultat |
| ---- | ------------------------------ | -------------- | ------------------------------- | -------- |
| 1920 | Jocs Olímpics, Anvers, Bèlgica | Dorothy Holman | Kathleen McKane Winifred McNair | 6−8, 4−6 |